# Platocoelotes kailiensis
Platocoelotes kailiensis är en spindelart som beskrevs av Wang 2003. Platocoelotes kailiensis ingår i släktet Platocoelotes och familjen mörkerspindlar. Inga underarter finns listade i Catalogue of Life.